# Піттак

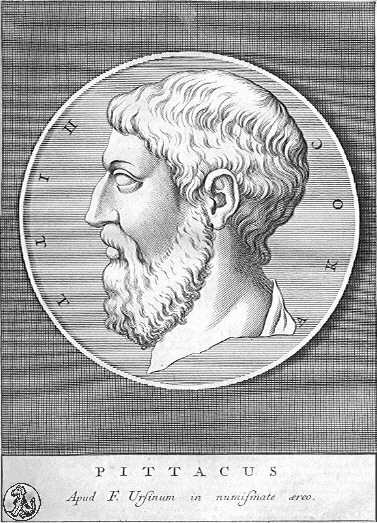
Піттак

Піттак з Мітилени (грец. Πιττακός) — давньогрецький мудрець, законодавець, один із «семи мудреців».

## Життєпис
Походив з Мітилени. Увійшов до знатних родів, оженившись на представниці царського роду Пенфілідів.
Разом з Алкеєм та його братами Піттак звільнив рідне місто від тирана Меланхра. Невдовзі з'явилися інші претенденти на владу, і Алкей був вигнаний. Між тим у місті смути продовжувалися, внаслідок чого мешканці призначили Піттака есимнетом — посередником.
Деякі вчені вважають, що Піттака навіть проголосили царем, і посилаються при цьому зазвичай на старовинну «Пісню мірошника». Втім, у пісні йдеться лише про те, що той «царював», тобто мав владу над містом.
Устрій, запроваджений Піттаком, сучасники вважали майже ідеальним, а встановлені ним закони, вирізьблені на дерев'яних дошках для загального ознайомлення, діяли і через століття, навіть після встановлення на Лесбосі перської влади.
Втім, яким саме був «піттаківський лад» достеменно невідомо. Збереглися лише згадки про те, що Піттак прагнув забезпечити нужденних землею, змусив посадовців прислухатися до волі народних зборів, обмежив марнотратство заможних громадян та свавілля батьків.
Джерела (принаймні ті, які налаштовані до Піттака цілком приязно) підкреслюють обережність та поміркованість есимнета. Тому дослідники вважають, що він переконав мітиленську аристократію поділитися владою з верхівкою демосу, до якої, власне, належав і сам Піттак.
За свідченням Діогена Лаертського, правління його тривало з 579 по 569 до н. е.
Як мудреця та законодавця Піттака шанували греки нарівні із Солоном та Лікургом.